# کونووالوفسکایا
کونووالوفسکایا (به لاتین: Konovalovskaya) یک منطقهٔ مسکونی در روسیه است که در استان آرخانگلسک واقع شده‌است.